# Kambodża na Letnich Igrzyskach Olimpijskich 1964
Kambodżę na Letnich Igrzyskach Olimpijskich 1964 reprezentowało 13 zawodników (wszyscy mężczyźni). Reprezentanci Kambodży nie zdobyli żadnego medalu na tych igrzyskach.

## Boks
- Ek Sam An
- Khiru Soeun
- You Chin Hong
- Touch Nol

## Kolarstwo
- Ret Chhon
- Khem Son
- Van Son
- Yi Yuong
- Tan Thol
- Tim Phivana

## Żeglarstwo
- Touch Kim Sy
- An Dandara
- Kim Tal